# France Prešeren

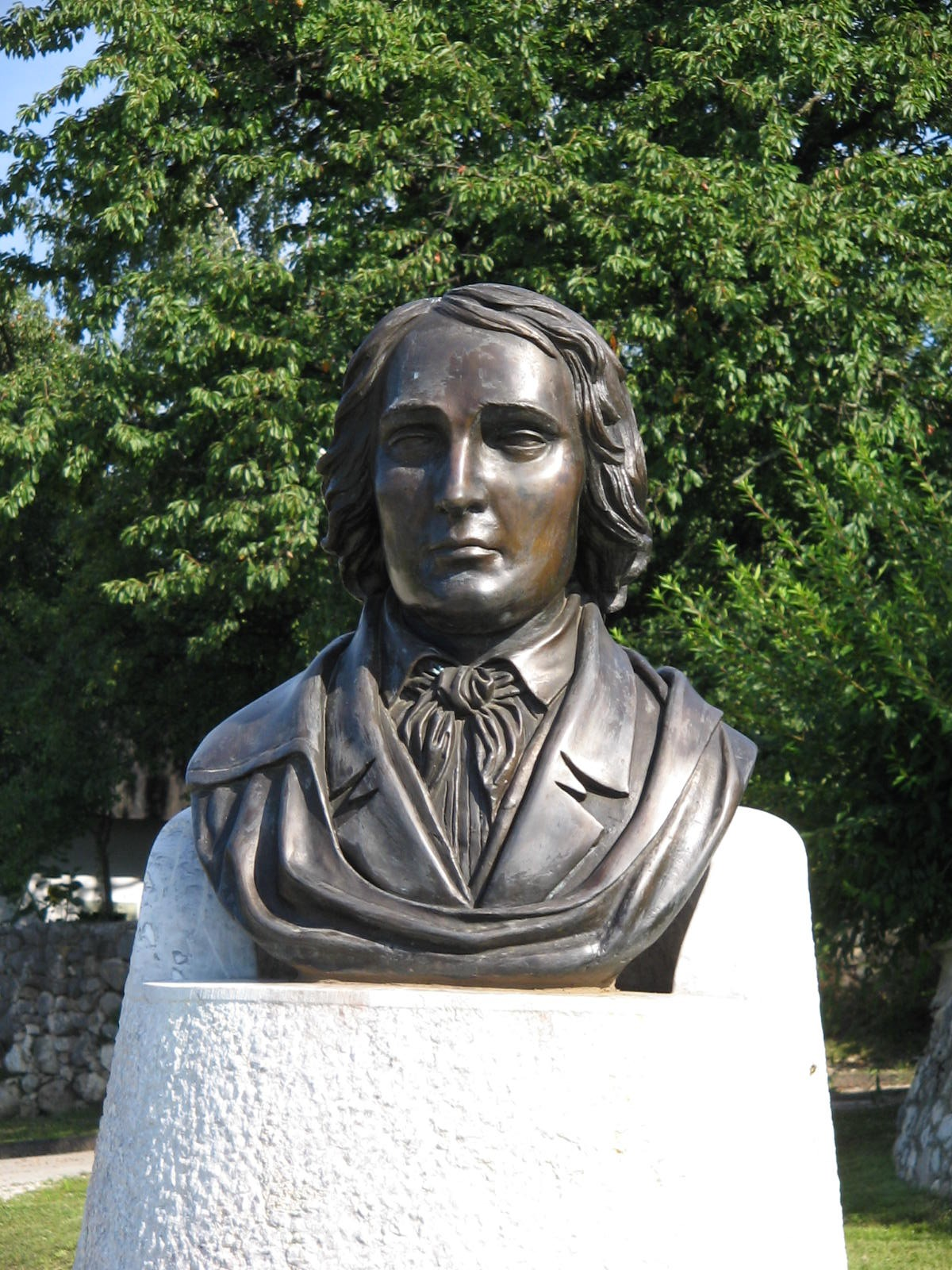
Byst av France Prešeren i Vrba.

France Prešeren, född 3 december 1800 i Vrba, Slovenien, död 8 februari 1849, var en slovensk författare, känd för sin lyrik. Utomlands var han välkänd som krönikör.
France Prešeren anses vara en av de största slovenska poeterna någonsin, erkänd och hyllad, inte bara på lands- och regionalbasis, utan också som en av de ledande inom den europeiska litteraturen, på den tiden det begav sig. Prešeren anses vara en av de främsta europeiska romantikerna.
Han föddes i den lilla byn Vrba i Slovenien som son till en fattig familj. Hans mor ville att han skulle bli präst, vilket France inte ville. Han studerade filosofi och senare juridik vid universitetet i Wien i Österrike. Efter det blev han anställd som assistent på en advokatfirma i Ljubljana. Han lyckades dock aldrig att bli advokat.
France Prešeren kallas ibland för ”poeten utan porträtt”. Han vägrade nämligen att låta sig avporträtteras. Efter hans död var det dock många som gjorde porträtt av honom genom minnesbilder. Det första porträttet av honom är från år 1850 och målades av France Kurz Goldenstein. Hans porträtt var också avbildat på den slovenska 1000-tolarssedeln. 
Han gav under sin levnad ut en enda bok, Poezije.
Prešeren författade förutom lyrik även ett stort historiskt epos, Krst pri Savici, och skrev dessutom bland annat sonetter på tyska. Den sjunde strofen i Prešerens dikt Zdravljica (En skål) är sedan år 1991 Sloveniens nationalsång.